# WT Social
A WT:Social, más néven WikiTribune Social egy amerikai mikroblog és közösségi hálózati szolgáltatás, amelyen a felhasználók "szubwikiket" szerkesztenek. Jimmy Wales, a Wikipédia társalapítója 2019 októberében hozta létre, a Facebook és a Twitter alternatívájaként. A szolgáltatás nem tartalmaz hirdetést, és adományokból tartja fenn magát. 2019. november közepén több mint 200 000 felhasználót számlált.

## Létrehozás és indítás
Jimmy Wales hozta létre a WT:Social hírközlő közösségi hálózatot, miután csalódott a Twitterben és a szerinte „kattintásvadász és félrevezető hírekkel megtűzdelt” Facebookban. Célja, hogy harcoljon az álhírek terjesztése ellen, bizonyítékokon alapuló hírek biztosításával, tiszta forrásból és hivatkozásokkal ellátva. A felhasználóknak módjukban áll szerkeszteni az új vagy meglévő tartalmat és megjelölni a megtévesztő hivatkozásokat. A WT:Social lehetővé teszi a felhasználók számára, hogy megosszák a hírszolgáltatók linkjeit más felhasználókkal, „szubwikiknek” nevezett hírfolyamoldalakon. A közösségi oldal elődje a WikiTribune, melyen hivatásos újságírók végeztek tényellenőrzésen alapuló hírközlést. A webhelyet Wales 2019 októberében indította. Amikor egy új felhasználó feliratkozik, felkerül egy várakozási listára több ezer más felhasználóval együtt. Hogy ne várakozzon, hanem aktív felhasználóvá váljon, adománnyal kell hozzájárulnia, vagy meg kell hívnia barátait. 2019. november 6-án a szolgáltatásnak 25 000 felhasználója volt. Azóta ez a szám november közepére 200 000-re ugrott.

## Fordítás
- Ez a szócikk részben vagy egészben  a   WT Social című angol Wikipédia-szócikk ezen változatának fordításán alapul.  Az eredeti cikk szerkesztőit annak laptörténete sorolja fel. Ez a jelzés csupán a megfogalmazás eredetét és a szerzői jogokat jelzi, nem szolgál a cikkben szereplő információk forrásmegjelöléseként.

## Külső hivatkozások
- Hivatalos weboldal Archiválva 2020. október 30-i dátummal a Wayback Machine-ben
- Magyarország szubwiki